# Euloxia meandraria
Euloxia meandraria är en fjärilsart som beskrevs av Achille Guenée 1857. Euloxia meandraria ingår i släktet Euloxia och familjen mätare. Inga underarter finns listade i Catalogue of Life.